# Streptanthus
Streptanthus là chi thực vật có hoa trong họ Cải.